# Walter Piston
Walter Piston (Rockand, Maine, 20 de Janeiro de 1894 - Belmont, Massachusetts, 12 de Novembro de 1976) foi um músico, compositor, norte-americano. Foi virtuosista neoclássico no seu estilo.
Foi professor na Universidade de Harvard até 1959. É autor do balé The Incredible Flutist (1935) e de oito sinfonias, concertos, cinco quartetos de cordas, bem como de tratados de orquestração, contraponto e harmonia.
Recebeu o Prémio Pulitzer de Música em 1948 por Sinfonia No. 3 e em 1961 por Sinfonia No. 7.

## Trabalhos

### Ballet
- The Incredible Flutist (1938)

### Orchestral
- Sinfonias
  - Sinfonia No. 1 (1937)
  - Sinfonia No. 2 (1943)
  - Sinfonia No. 3 (1946–47) (encomendada pela Koussevitzky Foundation)[2]
  - Sinfonia No. 4 (1950) (composta para o 100º aniversário da University of Minnesota)[3]
  - Sinfonia No. 5 (1954)
  - Sinfonia No. 6 (1955) (ccomposta para o 75º aniversário d Boston Sinfonia Orchestra)
  - Sinfonia No. 7 (1960)
  - Sinfonia No. 8 (1965)
- Symphonic Piece (1927)
- Suite, para orchestra (1929)
- Concerto para Orchestra (1934)
- Suite from The Incredible Flutist (1940) (A suíte de The Incredible Flutist foi transcrita para o conjunto de sopros sinfônicos por MSgt Donald Patterson e gravada pelo coronel Michael Colburn com "The President's Own" United States Marine Band.[4])
- Sinfonietta (1941)
- Fugue on a Victory Tune, para orchestra (1944)
- Variations on a Theme by Eugene Goossens (1944)
- Suite No. 2, para orchestra (1947)
- Toccata, para orchestra (1948)
- Serenata para Orchestra (1956)
- Three New England Sketches (1959)
- Symphonic Prelude (1961)
- Lincoln Center Festival Overture (1962)
- Variations on a Theme by Edward Burlingame Hill (1963)
- Pine Tree Fantasy (1965)
- Ricercare para Orchestra (1967)
- Bicentennial Fanfare, para orchestra (1975)

### Banda e conjunto de metais
- Fanfare para the Fighting French, para metais e percussão (1942)
- Tunbridge Fair, para symphonic band (1950) (encomendado pela American Bandmasters Association)
- Ceremonial Fanfare, para brass (1969) (encomendado pelo Metropolitan Museum of Art de Nova York para acompanhar sua exibição do centenário "The Year 1200")[5]

### Concertante

#### Flauta
- Concerto para flauta (1971)

#### Clarinete
- Concerto para clarinete (1967)

#### Harpa
- Capriccio para Harpa e Orquestra de Cordas (1963)

#### Piano
- Piano Concertino (1937)
- Concerto para dois pianos e orquestra (1959)

#### Violino
- Concerto para violino nº 1 (1939)
- Concerto para violino nº 2 (1960)
- Fantasia para Violino e Orquestra (1970)

#### Viola
- Concerto para viola (1957)

#### Violoncelo
- Variações para violoncelo e orquestra (1966)

#### Órgão
- Prelude and Allegro for Organ and Strings (1943)[2]

#### Outros
- Fantasia para trompa inglesa, harpa e cordas (1953)
- Concerto para Quarteto de Cordas, Instrumentos de Sopro e Percussão (1976)

### Câmara / Instrumental
- Quartetos de cordas
  - Quarteto de cordas nº 1 (1933)
  - Quarteto de cordas nº 2 (1935)
  - Quarteto de Cordas No. 3 (1947)
  - Quarteto de Cordas No. 4 (1951)
  - Quarteto de cordas nº 5 (1962)
- Três peças, para flauta, clarinete e fagote (1925)
- Sonata para flauta e piano (1930)
- Suite para oboé e piano (1931)
- Piano Trio No. 1 (1935)
- Sonata para violino e piano (1939)
- Sonatina para violino e cravo (1945)
- Interlúdio, para viola e piano (1942)
- Quinteto de flauta (1942)
- Partita, para violino, viola e órgão (1944)
- Divertimento, para nove instrumentos (1946)
- Duo para Viola e Violoncelo (1949)
- Quinteto para piano (1949)
- Quinteto de Vento (1956)
- Quarteto de Piano (1964)
- String Sextet (1964)
- Piano Trio No. 2 (1966)
- Lembranças, para flauta, viola e harpa (1967)
- Duo, para violoncelo e piano (1972)
- Três contrapontos, para violino, viola e violoncelo (1973)

### Piano
- Sonata para piano (1926) [não publicada, retirada]
- Passacaglia (1943)
- Improvisation (1945)
- Variation on Happy Birthday (1970)

### Órgão
- Estudo cromático sobre o nome de BACH (1940)

### Coral
- Carnival Song, para coro masculino e metais (1938)
- Março (1940)
- Salmo e oração de David, para coro misto e sete instrumentos (1959)
- "Cantai ao Senhor uma nova canção" (Salmo 96)
- Inclina o teu ouvido, ó Senhor" (Salmo 86)

### Livros
- Principles of Harmonic Analysis. Boston: EC Schirmer, 1933.
- Harmony. Nova York: WW Norton & Company, Inc., 1941. Edição de reimpressão (como US War Dept. Education Manual EM 601), Madison, Wisc.: Publicado para o Instituto das Forças Armadas dos Estados Unidos por W. Norton & Co., 1944. Edição revisada, Nova York: WW Norton & Co., 1948. Terceira edição, 1962. Quarta edição, revisada e ampliada por Mark DeVoto, 1978. ISBN 0-393-09034-5. 5ª edição, revisada e ampliada por Mark DeVoto ISBN 0-393-95480-3. Edições britânicas, Londres: Victor Gollancz, 1949, rev. ed. 1950 (reimpresso em 1973), 1959, 3ª ed. 1970, 4ª ed. 1982. Tradução para o espanhol, como Armonía, rev. e ampliada por Mark DeVoto. Barcelona: Idea Books, 2001. ISBN 84-8236-224-0 Versão chinesa da 2ª edição, como 和 声学 [ He sheng xue ], trad. Chenbao Feng e Dunxing Shen. 北京: 人民 音乐 出版社: 新华 书店 北京 发行 所 发行 [Pequim: Ren min yin yue chu ban ela: Xin hua shu dian Pequim fa xing suo fa xing], 1956. Revisado, 北京: 人民 音乐 出版社 [Pequim: Ren min yin yue chu ban she], 1978.
- Counterpoint.. Nova York: WW Norton & Company, Inc., 1947.
- Orchestration. Nova York: Norton, 1955. Tradução para o russo, como 'Оркестровка', tradução e notas de Constantine Ivanov. Moscow: Soviet Composer, 1990, ISBN 5-85285-014-4.